# Exosphaeroma gigas
Exosphaeroma gigas är en kräftdjursart som först beskrevs av Leach 1818.  Exosphaeroma gigas ingår i släktet Exosphaeroma och familjen klotkräftor. Inga underarter finns listade i Catalogue of Life.